# Duar (Südsudan)
Duar ist ein Dorf im Unity State, Südsudan. Es liegt an der wichtigsten 'Öl-Straße', die von Bentiu nach Süden führt. In der Nähe befindet sich die Thar Jath Central Processing Facility in der Ölkonzession Block 5A.

## Geographie
Das Dorf wird vom Stamm der Jagei Nuer bewohnt. Es liegt am westlichen Rand des Sumpfes, der den Weißen Nil (Jonglei) begleitet und dort die Grenze zum Bundesstaat Jonglei bildet. Das Sumpfgebiet steht als Ez Zeraf Game Reserve unter Naturschutz. Westlich des Ortes liegt Rier Market.

## Geschichte
Eine Klinik von Médecins Sans Frontières wurde 1989 von Dr. Jill Seaman aufgebaut. Dort wurden vor allem Patienten behandelt, die an viszeraler Leishmaniose leiden. Die Krankheit verbreitete sich damals sehr schnell, unter anderem auch aufgrund des Bürgerkrieges, der Bevölkerungsverschiebungen mit sich brachte und die Resistenz der Bevölkerung durch Unterernährung verringerte, sowie die Kontrolle und Behandlung erschwerte.
Am 27. Juni 1998 wurde Duar attackiert von den SSUM-Milizen von Paulino Matiep. Das Gelände von Médecins Sans Frontières wurde abgebrannt und zerstört, wie auch die Schule und die Amtsstuben. Paulinos Männer schlachteten Viehherden um selbst Nahrung zu bekommen. Etwa 25 % der Bevölkerung floh, zum Teil auf die Inseln im Nil, wo sie sich sicherer fühlten.
Nach dem Bürgerkrieg wurde ein Divisionshauptquartier für die Sudanese Peoples Liberation Army von Arkel International errichtet. Dazu musste ein Sumpfgebiet am Nil mit 3.000 LKW-Ladungen an Füllmaterial aufgefüttert werden. Das Material wurde aus  Steinbrüchen in 150 km Entfernung herantransportiert, ein schwieriges Unterfangen aufgrund der schlechten Straßen und politischer Spannungen.
Das Gelände mit 2500 m² ist autark durch ein Kraftwerk mit einer Leistung von 3 Megawatt.
Zeitweise gehörte der Ort zum Verwaltungsbezirk Koch County.